# قبعة مترهلة
القبعة المُتَرَهِّلة هي قبعة ذات حافة عريضة لباديّة أو قماشيّة، تُرتدى جزءًا من الزي العسكري ويغلب أن يكون لها شريط الذقن.